# Havrîlivka, Novovoronțovka
Havrîlivka (în ucraineană Гаврилівка) este o comună în raionul Novovoronțovka, regiunea Herson, Ucraina, formată numai din satul de reședință.

## Demografie
Componența lingvistică a comunei Havrîlivka
     Ucraineană (96,02%)
     Rusă (3,71%)
     Alte limbi (0,2%)
Conform recensământului din 2001, majoritatea populației comunei Havrîlivka era vorbitoare de ucraineană (96,02%), existând în minoritate și vorbitori de rusă (3,71%).